# The Persuaders
The persuaders (Nederlands: De versierders (Nederland) en De speelvogels (Vlaanderen)) is een Britse televisieserie uit de jaren 1971 en 1972. De serie was te zien op het Britse ITV en op ABC Network in de Verenigde Staten. In de serie verschenen Roger Moore als Lord Brett Sinclair en Tony Curtis als Danny Wilde, beiden als rijke playboy, maar ieder met zijn eigen achtergrond: Sinclair als Britse aristocraat en Wilde als Amerikaanse oliemagnaat.

## Verhaal
Danny Wilde is afkomstig uit een New Yorkse achterbuurt, een straatschoffie dat kan ontsnappen uit zijn omgeving door dienst te nemen bij de marine van de VS. Na zijn diensttijd wordt hij schatrijk in de olie. Aan de Rivièra ontmoet Danny Lord Brett Sinclair, die na zijn kostschooltijd aan Harrow heeft gestudeerd in Oxford. Sinclair is een aristocraat en net als Danny een playboy. Beide mannen hebben direct al een hekel aan elkaar en krijgen ruzie. In een woest gevecht vernielen ze een hotelbar en worden gearresteerd. Ze worden gered door de gepensioneerde rechter Fulton. Hij laat beide mannen kiezen: of negentig dagen in de cel of hem helpen met een zaak waarbij iemand onrechtmatig is veroordeeld. Niet geheel overtuigd dat ze het juiste doen, gaan Wilde en Sinclair akkoord. Na hun eerste zaak voor de rechter groeien beide mannen wat meer naar elkaar toe en beleven meer avonturen. Soms werken ze voor de rechter, soms vallen ze zelf met hun neus in de boter.

## Personages
Een bijrol werd vertolkt door Laurence Naismith, die rechter Fulton speelde. De serie kenmerkt zich ook door de vele beroemdheden die een gastrol speelden, zoals Joan Collins, Bernard Lee (M uit de eerste 11 Bondfilms), Garfield Morgan en Lois Maxwell (Miss Moneypenny uit de eerste 14 Bondfilms). De titelmuziek is van John Barry, eveneens bekend van de James Bondfilms.

## Productie
De serie deed het in de VS niet zo goed als in Europa en werd mede om die reden geannuleerd. Ook was de productie van de serie te duur geworden.
De hele reeks werd opgenomen van mei 1970 tot en met juni 1971. Regisseur Basil Dearden overleed op 23 maart 1971 bij een auto-ongeluk. Hij heeft maar drie afleveringen geregisseerd: Overture, Powerswitch en To the Death, Baby. De andere regisseurs waren Val Guest, Leslie Norman, Roy Ward Baker, Sidney Hayers, Peter Hunt, David Greene, Gerald Mayer, Peter Medak, Roger Moore (hij regisseerde The Time and the Place en The Long Goodbye) en James Hill.
Sommige critici roepen deze serie uit tot een van de best gemaakt series aller tijden. De gehele serie is uitgebracht op dvd in Europa in 2001 en in Noord-Amerika in 2003. De serie is ook bekend onder de naam The Friendly Persuaders.

## Speelfilm
In de jaren zeventig werden enkele afleveringen al bij elkaar geplakt en uitgebracht als films:
- Mission: Monte Carlo (1974)
- Sporting Chance (1976)
- London Conspiracy (1976)

## Afleveringen
| Afl. | Titel | Regisseur      | Gastster(ren)   | Uitgezonden                                               |
| ---- | --- | -------------- | --------------- | --------------------------------------------------------- |
| 1    | Overture | Basil Dearden  | Imogen Hassall  | 17 september 1971 - 18 september 1971 - 19 september 1971 |
| 1    | De twee rijke playboys, Engels aristocraat Lord Brett Sinclair en Amerikaanse straatjongen Danny Wilde, worden door rechter in ruste Fulton gechanteerd om te helpen bij een klus. Ze moeten Maria Lorenzo, de zus van een machtige misdaadsyndicaat leider, identificeren. Haar broer zou twee jaar ervoor vermoord zijn, iets dat Fulton niet gelooft. Fulton hoopt via haar haar broer uit de tent te kunnen lokken. |                |                 |                                                           |
| 2    | The Gold Napoleon | Roy Ward Baker | Susan George    | 24 september 1971 - 25 september 1971 - 26 september 1971 |
| 2    | Het nichtje van een juwelier belandt op de dodenlijst wanneer ze ontdekt dat er valse gouden munten als echte munten verkocht worden. |                |                 |                                                           |
| 3    | Take Seven | Sidney Hayers  | Sinéad Cusack   | 1 oktober 1971 - 2 oktober 1971 - 3 oktober 1971          |
| 3    | Wanneer een dood gewaande man weer opduikt om zijn erfenis op te eisen, moeten Brett en Danny hem ontmaskeren als een bedrieger. |                |                 |                                                           |
| 4    | Greensleeves | David Greene   | Rosemary Nicols | 8 oktober 1971 - 9 oktober 1971 - 10 oktober 1971         |
| 4    | - |                |                 |                                                           |
| 5    | Powerswitch | Basil Dearden  | Annette Andre   | 15 oktober 1971 - 16 oktober 1971 - 17 oktober 1971       |
| 5    | - |                |                 |                                                           |
| 6    | The Time and the Place | Roger Moore    | Ian Hendry      | 22 oktober 1971 - 23 oktober 1971 - 24 oktober 1971       |
| 6    | - |                |                 |                                                           |
| 7    | Someone Like Me | Roy Ward Baker | Bernard Lee     | 29 oktober 1971 - 30 oktober 1971 - 31 oktober 1971       |
| 7    | Bij een opgezette wegblokkade wordt Sinclair bewusteloos geslagen. Wanneer hij bij bewustzijn komt, ligt hij in een nepziekenhuis waaruit hij vervolgens ontsnapt. Van Wilde hoort Sinclair dat er een dubbelganger is die zich voordoet als de echte Sinclair. Miljonair Sam Milford is in de stad en Sinclair is een van de weinige die hij vertrouwt in zijn buurt. Wilde vermoedt dat de dubbelganger Milford gaat vermoorden, maar komt er al snel achter dat er geen dubbelganger is en dat Sinclair geprogrammeerd is in het nepziekenhuis om Milford om te brengen. |                |                 |                                                           |
| 17   | Five Miles to Midnight | Val Guest      | Joan Collins    | 7 januari 1972 - 8 januari 1972 - 9 januari 1972          |
| 17   | Wilde en Sinclair moeten van Fulton voormalig gangster Frank Rocco van Italië naar de Verenigde Staten brengen zodat deze kan getuigen in een rechtszaak tegen een grote misdaadsyndicaat. Ze moeten zowel de politie als Torino, een rivaliserende gangster die Rocco wil liquideren, zien te omzeilen. Tezamen met fotojournaliste Sidonie weten ze de politie voor te blijven maar moeten zich daarbij wel verschuilen in een villa die eigendom is van Graaf Sangallo. Sangallo werkt echter samen met Torino en wil ze in het geheim uitleveren aan hem.               |                |                 |                                                           |
| 21   | A Death In The Family | Sidney Hayers  | Diane Cilento   | 4 februari 1972 - 5 februari 1972 - 6 februari 1972       |
| 21   | In een snel tempo worden leden van de familie Sinclair vermoord. Danny Wilde en Brett Sinclair moeten zo snel mogelijk de dader zien te vinden voordat de hele familie uitgemoord is. |                |                 |                                                           |
| 22   | The Ozerov Inheritance | Roy Ward Baker |                 | 11 februari 1972                                          |
| 22   | - |                |                 |                                                           |
| 23   | To the Death, Baby | Basil Dearden  |                 | 18 februari 1972                                          |
| 23   | - |                |                 |                                                           |
| 24   | Someone Waiting | Peter Medak    |                 | 25 februari 1972                                          |
| 24   | Brett en Danny raken verwikkeld in een complexe affaire met dodelijke gevolgen als Brett zijn racecarrière weer oppakt en een onbekende de volgende race wil saboteren. |                |                 |                                                           |